# Andreas Körber

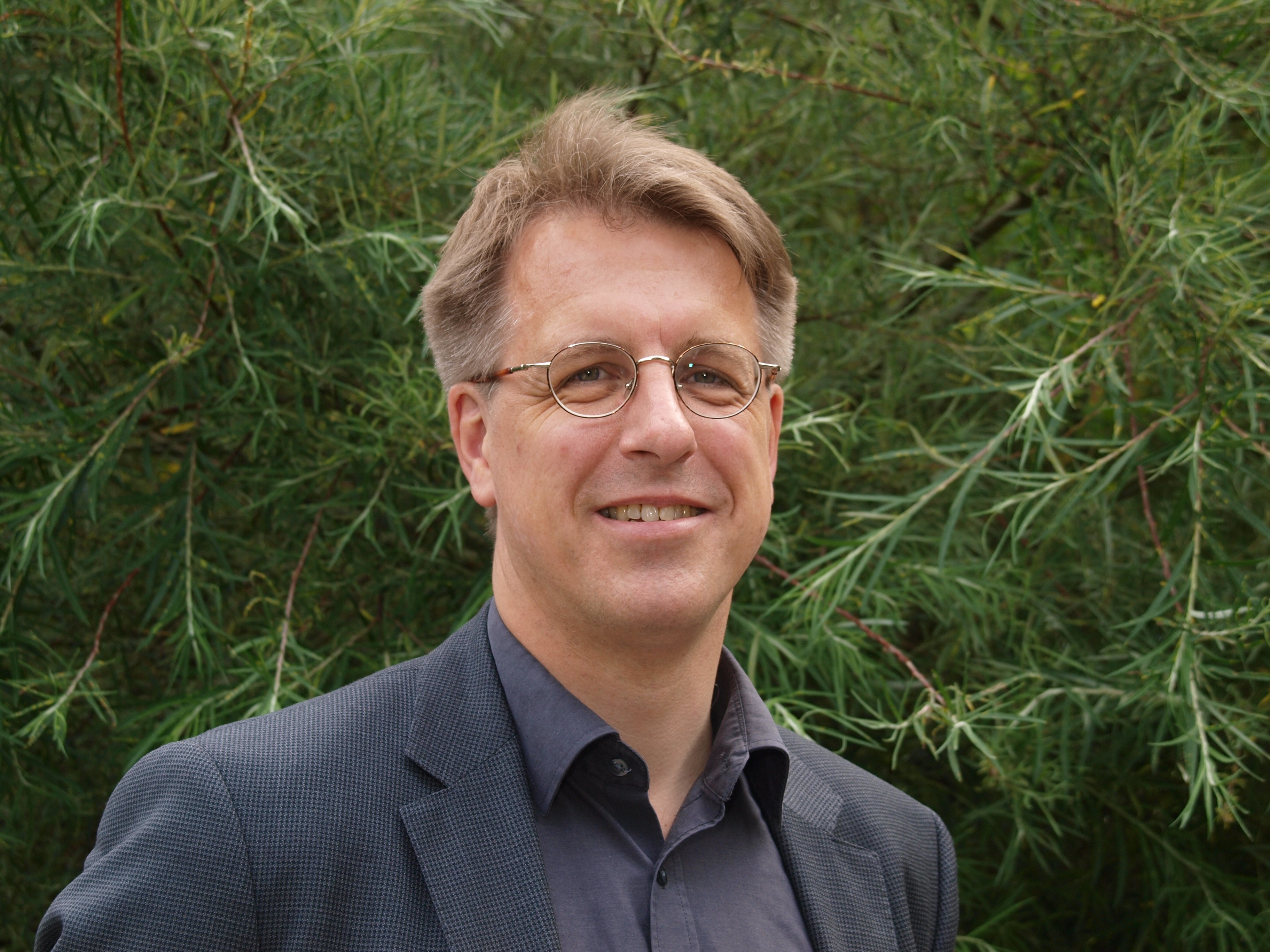
Andreas Körber (2014)

Andreas Körber (* 18. Dezember 1965 in Hamburg-Bergedorf) ist ein deutscher Geschichtsdidaktiker. Er ist Professor für Erziehungswissenschaft unter besonderer Berücksichtigung der Didaktik der Geschichte und der Politik an der Universität Hamburg.

## Leben und Karriere
Nach dem Besuch der Grundschule in Börnsen von 1972 bis 1976, dem Besuch des Gymnasiums Wentorf von 1976 bis 1985, dem Abitur 1985 und der Ableistung des Wehrdienstes von 1985 bis 1987 studierte Körber von 1987 bis 1993 Erziehungswissenschaften, Geschichte und Geographie an der Universität Hamburg. Es folgten 1993 das I. Staatsexamen, an das sich einige Jahre im Hochschuldienst anschlossen. 1997 bis 1999 absolvierte Körber das Referendariat an der Gesamtschule Bergedorf und am Gymnasium Lohbrügge. 1999 promovierte er mit einer Arbeit zum Thema Gustav Stresemann als Europäer, Patriot, Wegbereiter und potentieller Verhinderer Hitlers. Historisch-politische Sinnbildungen in der öffentlichen Erinnerung und war anschließend von 1999 bis 2003 Gymnasiallehrer für Geschichte, Gemeinschaftskunde und Geographie am Gymnasium Uhlenhorst-Barmbek. 2003 wechselte er an das Gymnasium Klosterschule. Seit dem 1. Februar 2004 ist er als Nachfolger von Horst-Wilhelm Jung Professor für Erziehungswissenschaft unter besonderer Berücksichtigung der Didaktik der Geschichte und der Politik an der Universität Hamburg. Vom 20. Oktober 2010 bis 19. Oktober 2016 war er Prodekan für Studium, Lehre und Prüfungswesen an der Fakultät für Erziehungswissenschaft (bis 2014: „Erziehungswissenschaft, Psychologie und Bewegungswissenschaft“) an der Universität Hamburg.